# Darren Balmforth
Darren Bruce Balmforth (ur. 16 października 1972 w Hobart) – australijski wioślarz. Srebrny medalista olimpijski z Sydney.
Zawody w 2004 były jego jedynymi igrzyskami olimpijskimi. Zajął drugie miejsce w czwórce bez sternika wagi lekkiej. Wspólnie z nim płynęli Anthony Edwards, Simon Burgess i Robert Richards. Zdobył trzy medale mistrzostw świata. W 1997 zdobył złoto w ósemce wagi lekkiej, w czwórce wagi lekkiej sięgnął po srebro w 1999 i brąz w 1998.